# Močvirska uharica
Močvirska uharica (znanstveno ime Asio flammeus) je dnevno-nočna ptica iz družine sov.

## Opis
Močvirska uharica je ena najbolj pogostih sovjih vrst, ki jih lahko opazimo podnevi. Značilne zanjo so dolge in ozke peruti in debela sovja glava s komaj opaznimi obušesnimi čopki in velikimi, rumeno obrobljenimi očmi. V letu se pogosto ziblje in lebdi na mestu. Med parjenjem se samci pogosto dvignejo visoko v zrak in se oglašajo s podobnim klicem kot kanja. Lebdenje v zraku pogosto prekinejo nenadni spusti v nižje zračne plasti, pri čemer ptica večkrat zapored udari skupaj s perutnicami pod trebuhom, kar povzroči značilen »plosk«.
Močvirska uharica doseže povprečno 38 cm in ima povprečno telesno težo okoli 300 gramov. Razpon peruti je med 83 in 105 cm.
Po zgornji strani telesa prevladuje rjava barva s svetlejšimi lisami, po spodnji strani pa je ta barvna shema obrnjena. Rep in konice kril so progasti.

## Razširjenost
Močvirsko uharico najdemo v vlažni odprti krajini, barji in močvirji od Evrope (razen Španije in Irske), preko osrednje Azije vse do Kamčatke. Razširjena je tudi preko cele Severne in Južne Amerike ter na Havajih.
Lovi predvsem miši in druge majhne sesalce, redkeje pa se hrani tudi z majhnimi pticami in žuželkami, še bolj poredko pa lovi žabe in manjše plazilce.
Gnezdi enkrat letno in sicer aprila in maja. Gnezdo si splete na močvirnih tleh.